# Епархия Сосновеца
 Епархия Сосновеца  (лат. Dioecesis Sosnoviensis) — епархия Римско-Католической церкви с центром в городе Сосновец, Польша. Епархия Сосновеца входит в митрополию Ченстоховы. Кафедральным собором епархии Сосновеца является церковь Успения Пресвятой Девы Марии

## История
25 марта 1992 года Римский папа Иоанн Павел II издал буллу Totus tuus Poloniae populus, которой учредил епархию Сосновеца, выделив её из архиепархии Ченстоховы, архиепархии Кракова и епархии Кельце.
В епархии действует собственная Высшая духовная епархия, которая находится в Ченстохове.

## Ординарии епархии
- епископ Адам Смигельский (25.03.1992 — 7.10.2008);
- епископ Гжегож Кашак (4.02.2009 — 24.10.2023);
- епископ Артур Важны (24.04.2024 — по настоящее время).

### Вспомогательные епископы
- Пётр Скуха (25.03.1992 — по настоящее время).

## Источник
- Annuario Pontificio, Libreria Editrice Vaticana, Città del Vaticano, 2003, ISBN 88-209-7422-3
- Булла Totus Tuus Poloniae populus, AAS 84 (1992), стp. 1099  (лат.)